# Пристли, Адам
Адам Джеймс Пристли (англ. Adam James Priestley; 14 августа 1990, Гибралтар) — гибралтарский футболист, нападающий английского любительского клуба «Йоркшир Аматеур» (восьмого уровня — дивизион 1 Восток Северной Премьер-лиги) и сборной Гибралтара.

## Биография
Родился в 1990 году в Гибралтаре, в семье служащего британских ВВС Эйдриана Пристли. В раннем детстве вернулся с семьёй в Великобританию. Начинал заниматься футболом в академии «Лидс Юнайтед», но был отчислен из команды. В 13 лет перешёл в молодёжную команду «Йорк Сити», где выступал до 2006 года, но также был отчислен, после чего присоединился к любительской команде «Шерберн Уайт Роуз».
Окончил Городской университет Лидса, получил степень бакалавра в 2010 году.

### Клубная карьера
На взрослом уровне начал выступать в 2010 году в клубе 8-го по значимости английского дивизиона «Гарфорт Таун», где провёл два сезона. В сезоне 2012/13 выступал за клуб «Фарсли», где неплохо себя проявил, забив 21 гол в 27 матчах, и летом 2013 года перешёл в клуб Северной Национальной лиги (D6) «Гайзли». В составе нового клуба провёл 8 матчей, однако уже в октябре того же года вернулся в «Фарсли».
Вновь оказаться в шестом дивизионе Пристли смог в 2016 году, подписав контракт с командой «Олфретон Таун», за который сыграл 20 матчей и забил 1 гол. По ходу сезон он также отдавался в короткосрочную аренду в клуб седьмой лиги «Фрикли Атлетик». После окончания сезона, снова вернулся в «Фрикли», который к тому моменту выступал в седьмой английской лиге. В дальнейшем выступал за иные английские клубы 8-го и более низших дивизионов.

### Карьера в сборной

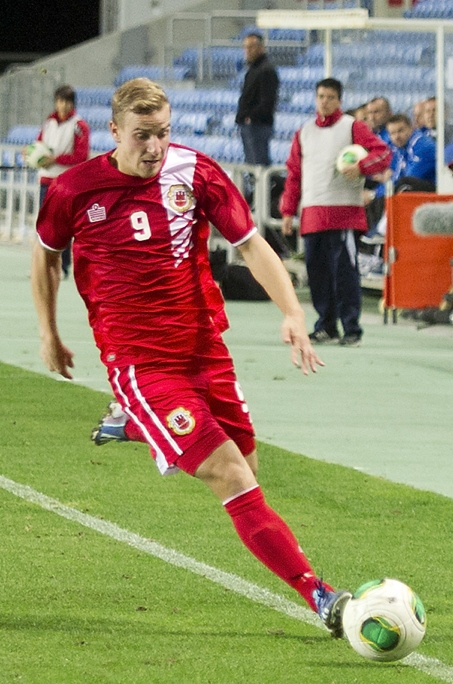
Пристли в матче против Словакии (2013 г.)

Пристли является участником первого международного матча сборной Гибралтара после вступления в УЕФА. 19 ноября 2013 года в товарищеском матче против сборной Словакии игрок появился на поле в стартовом составе и был заменён на 67-й минуте, встреча завершилась со счётом 0:0. В 2014 году Пристли продолжал стабильно выступать за сборную и в её составе играл как в товарищеских матчах, так и отборочных матчах чемпионата Европы 2016. Однако с 2015 года вызывается в сборную крайне нерегулярно. 
В 2018 году он принял участие в двух матчах сборной Гибралтара в рамках Лиги наций УЕФА и отметился забитым голом в домашней встрече со сборной Армении (2:6).